# Erebidae
Erebidae je jedna z druhově nejbohatších čeledí nočních motýlů. Byla popsána již začátkem 19. století (Leach, 1815), nicméně byla dlouhou dobu považována za podčeleď můrovitých (Noctuidae).
To se změnilo v důsledku revize systému nočních motýlů v první dekádě 21. století. Nově vzniklý systém postavený na morfologii křídel a poznatcích z genetiky by měl lépe odrážet vzájemnou vývojovou příbuznost jednotlivých skupin. V rámci této revize byly z dříve zažité čeledi Noctuidae (můrovití) vyňaty některé skupiny (mimo jiné žlutavky, zobonosci, můřičky, stužkonosky) a spolu s kompletními čeleděmi Lymantridae (bekyňovití) a Arctiidae (přástevníkovití) zařazeny do čeledi Erebidae.